# رگنستاوف
رگنستاوف (به آلمانی: Regenstauf) یک شهر در آلمان است که در بایرن واقع شده‌است.

## خصوصیات
رگنستاوف ۱۰۰٫۰۰ کیلومترمربع مساحت دارد ۳۳۴-۵۸۰ متر بالاتر از سطح دریا واقع شده‌است.